# Google Brain
Google Brain és un equip de recerca en intel·ligència artificial d'aprenentatge profund sota el paraigua de Google AI, una divisió de recerca de Google dedicada a la intel·ligència artificial. Creat l'any 2011, Google Brain combina la recerca d'aprenentatge automàtic obert amb sistemes d'informació i recursos informàtics a gran escala. L'equip ha creat eines com TensorFlow, que permeten que les xarxes neuronals siguin utilitzades pel públic, amb múltiples projectes interns de recerca en IA. L'equip pretén crear oportunitats de recerca en aprenentatge automàtic i processament del llenguatge natural.
El projecte Google Brain va començar el 2011 com una col·laboració de recerca a temps parcial entre el company de Google Jeff Dean, l'investigador de Google Greg Corrado i el professor Andrew Ng de la Universitat Stanford. Ng havia estat interessat a utilitzar tècniques d'aprenentatge profund per resoldre el problema de la intel·ligència artificial des del 2006, i el 2011 va començar a col·laborar amb Dean i Corrado per construir un sistema de programari d'aprenentatge profund a gran escala, DistBelief, a més de Infraestructura informàtica en núvol de Google. Google Brain va començar com un projecte de Google X i va tenir tant d'èxit que es va tornar a graduar a Google: Astro Teller ha dit que Google Brain va pagar tot el cost de Google X.
Google Brain va ser establert inicialment pel company de Google Jeff Dean i el professor visitant de Stanford Andrew Ng. El 2014, l'equip incloïa Jeff Dean, Quoc Le, Ilya Sutskever, Alex Krizhevsky, Samy Bengio i Vincent Vanhoucke. El 2017, els membres de l'equip van incloure Anelia Angelova, Samy Bengio, Greg Corrado, George Dahl, Michael Isard, Anjuli Kannan, Hugo Larochelle, Chris Olah, Salih Edneer, Benoit Steiner, Vincent Vanhoucke, Vijay Vasudevan i Fernanda Viegas. Chris Lattner, que va crear el llenguatge de programació d'Apple Swift i després va dirigir l'equip d'autonomia de Tesla durant sis mesos, es va unir a l'equip de Google Brain l'agost de 2017. Lattner va deixar l'equip el gener de 2020 i es va unir a SiFive.
Projectes: Sistema de xifratge dissenyat per intel·ligència artificial, Millora de la imatge, Traductor de Google, Robòtica, Reconeixement interactiu de parlants amb aprenentatge de reforç, TensorFlow, Magenta, Aplicacions mèdiques, Model text a imatge.